# Saint-Hilaire-Saint-Florent
Saint-Hilaire-Saint-Florent is een voormalige gemeente in het Franse departement Maine-et-Loire in de regio Pays de la Loire en telt 268 inwoners (2004). Het maakt deel uit van het arrondissement Saumur.

## Geschiedenis
Saint-Hilaire-Saint-Florent ontstond tussen 1790 en 1794 door de fusie van de toenmalige gemeenten Saint-Florent en Saint-Hilaire en bleef tot 1973 een zelfstandige gemeente. Op 1 februari 1973 ging het op in de gemeente Saumur in een fusion-association. Dit hield in dat Saint-Hilaire-Saint-Florent als commune associée nog enige mate van zelfstandigheid behield. Op 1 januari 2014 werd de status van de deelgemeenten van Saumur aangepast naar commune déléguée.
Bagneux · Dampierre-sur-Loire · Saint-Hilaire-Saint-Florent · Saint-Lambert-des-Levées · Saumur